# آگاتولیمود
آگاتولیمود (انگلیسی: Agatolimod) یک سی‌پی‌جی اولیگودئوکسی‌نوکلئوتید است که در نقشِ آگونیست TLR9 عمل می‌کند.
آگاتولیمود دستگاه ایمنی را تحریک می‌کند و آزمایش‌های جهت استفاده از آن در پیشگیری و درمانِ سرطان، بیماری‌های عفونی، حساسیت‌ها و آسم انجام شده‌است.

## توالی
آگاتولیمود از ۲۴ دئوکسی ریبونوکلئوتید با توالی ذیل ساخته شده‌است:
(T-C-G-T-C-G-T-T-T-T-G-T-C-G-T-T-T-T-G-T-C-G-T-T)